# Nguyễn Thị Thanh Thủy
Nguyễn Thị Thanh Thủy, född 24 november 1993, är en vietnamesisk judoutövare.

## Karriär
Thủy tävlade för Vietnam vid olympiska sommarspelen 2020 i Tokyo. Hon blev utslagen i den första omgången i halv lättvikt mot Andreea Chitu.